# Muzeum Sztuki Japońskiej Tikotin
Muzeum Sztuki Japońskiej Tikotin (hebr. ‏מוזיאון טיקוטין לאמנות יפנית‎) – muzeum w całości poświęcone prezentacji i zachowaniu sztuki japońskiej, znajduje się na górze Karmel w Hajfie (Izrael). Jest to jedyne tego typu muzeum na Bliskim Wschodzie.
Zostało założone w 1959 z inicjatywy Felixa Tikotin (1893–1986) z Holandii. Tikotin przekonał burmistrza Hajfy, Abba Khoushy. W 1958 Rada Miejska Hajfy przegłosowała propozycję i zakupiła ziemię pod budowę nowego muzeum. Otwarcie muzeum nastąpiło 25 maja 1960.
Kolekcja muzeum zawiera około 7 tys. eksponatów, w tym obrazy, drugi, rysunki, tekstylia, książki, ceramika, rzeźby, zabytkowe miecze, rękodzieła i inne, pochodzące z głównie z okresu XIV–XIX wiek.
W 1995 otworzono nowe skrzydło prezentujące współczesną sztukę japońską.